# 路邊攤

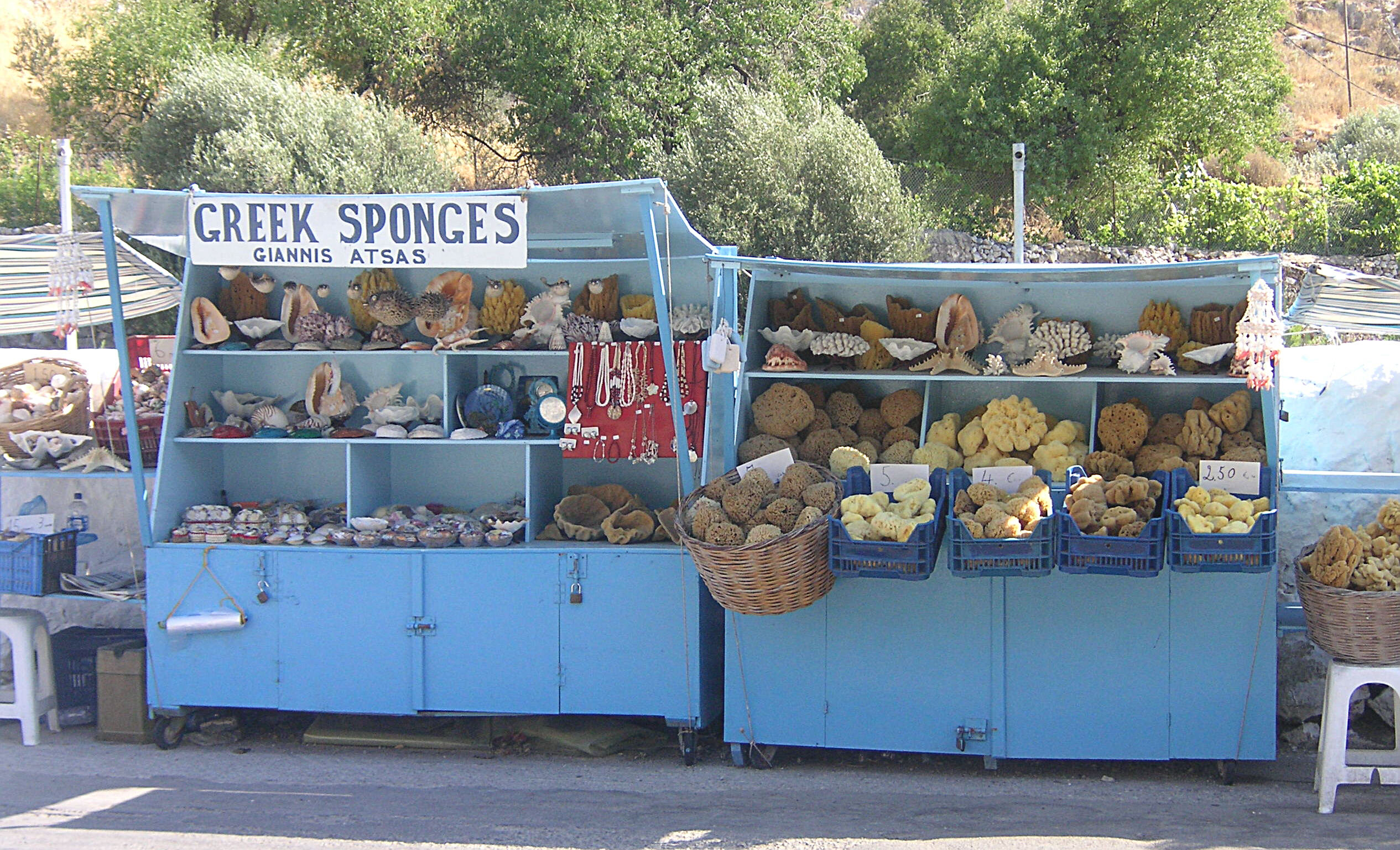
希臘路邊攤

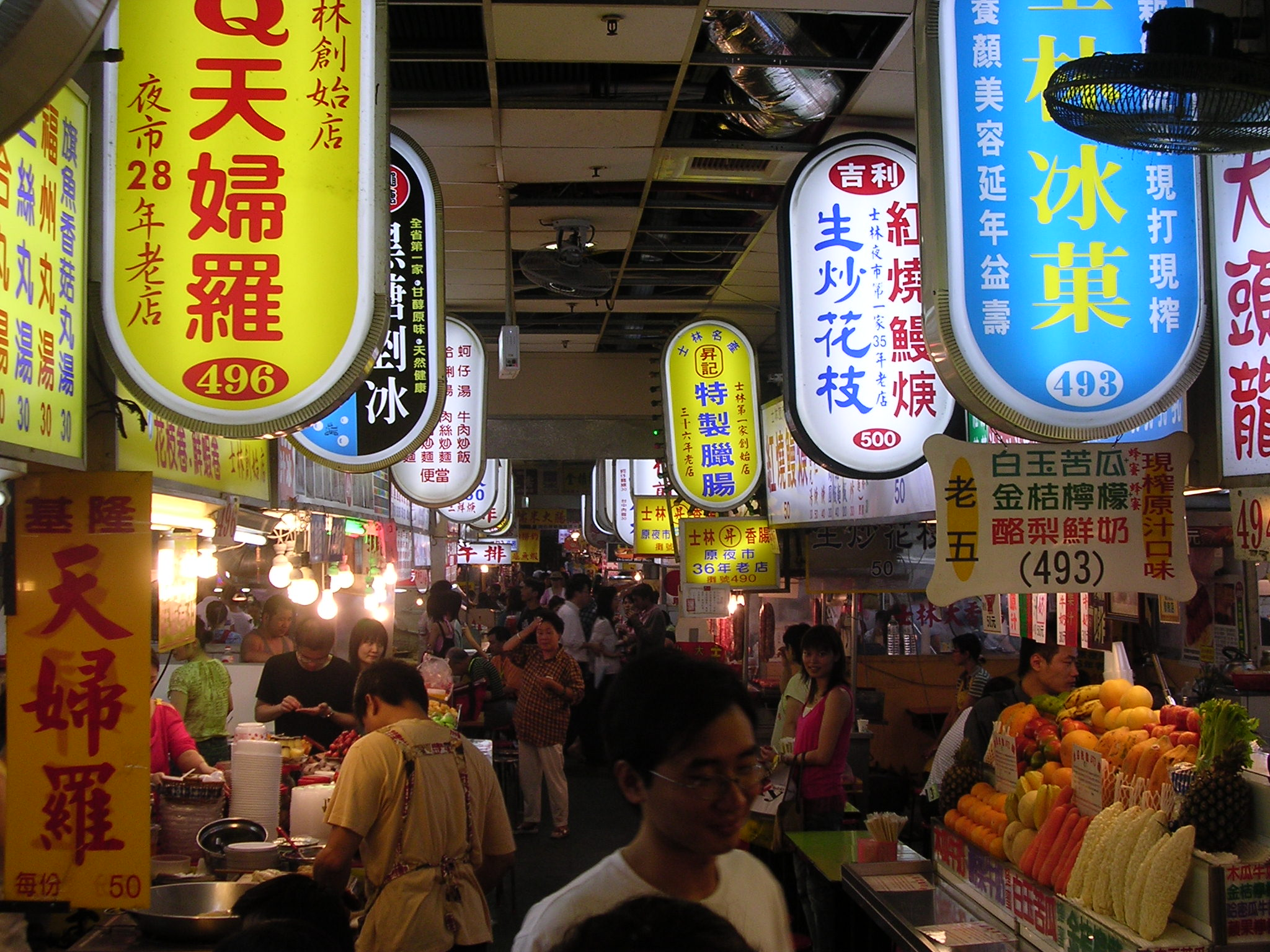
台灣士林夜市

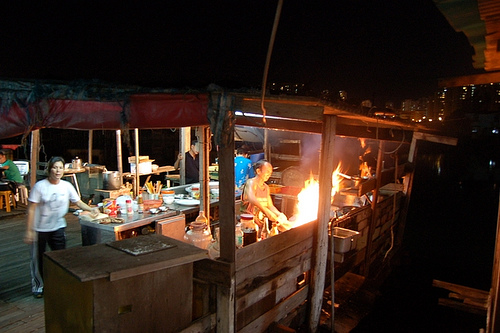
香港大牌檔

路邊攤是一種有上蓋、位置固定但可以隨時拆卸、移動的攤販，售賣的商品最常見的為食物，亦有服飾、玩具等種類，路邊攤組成區域會稱為露天市集、露天傳統市場，夜晚則為夜市。香港有一種固定的路邊攤常被稱為大排檔、日本福岡称為屋台、韓國稱為布帳馬車。

## 法規

### 中華人民共和國
隨著改革開放成長，中國大陸食品安全相關的議題躍上檯面。於2003年中國大陸將國家藥品監督管理局改為國家食品藥品監督管理局，正式成立與食品安全相關的政府部門，經過近幾年的改組後，現由國家市場監督管理總局負責食品安全監督管理，與其他相關部門綜合協調。但是似乎相關法規許多小業者不熟知。同時市面標示綠色、有機食品或無污染食品等的產品並未得到相關機構認可為廠商自主宣傳。一項由世界銀行對於中國蔬果產業是否遵循食品安全要求的研究顯示，雖然中國食品安全近年已不斷改進，但情況遠非令人滿意，「許多國際標準尚未得到執行，而現行許多國際標準不能達到要求。監督能力不足，且食品安全意識和食品安全監測薄弱。」近年來，也發生許多令人遺憾的食品安全事件。
2019年一種空前加強嚴格版的末端管理法規出台，《北京市小规模食品生产经营管理规定》先以北京試點作為推向全國的前奏，此為一種向下細化法規，對於食品大廠等已經有諸多監管機制，但市區無數小餐館和小店處於較鬆散自主型態，此法規補上此一漏洞。基本上將小型或單人經營的食品業態分四類管束，但不論哪類都須先有营业执照之後再申辦第二證件：
- 小作坊 - 微小型食品工廠，需通過審查取得小作坊生产加工许可证，能生產食品採正面清單制未在清單上的食品類項禁止生產，且產品都須為为预包装食品，包裝袋上廠家資料和成分表等標註比照食品大廠規範。
- 小餐饮店 - 法定理論面積6㎡以上但有眾多最小廚區面積規定專有涼菜間、消毒間等，要合規則至少要40㎡店面，需通過審查食品餐飲许可证，眾多新修衛生法規趨嚴。
- 小食杂店 - 经营面积小于60㎡的食品販售店，只能販售包裝食品不得現場有任何烹飪加工行為，[4]所以無須食品業許可證只需辦小食杂店備案卡，採備案登記即可，但被查緝有烹飪行為將重罰。
- 食品摊贩 - 無場所的路邊攤辦食摊備案卡即可，但有食品负面清单制，禁止製作冷荤凉菜、生食水产品、裱花蛋糕、散装熟食、散装酒、保健品等眾多表列項被禁。

在中國大陸經營食品行業者需注意日漸趨嚴的管理法規態勢，即使已取得营业执照和食品餐飲许可证兩證者，在餐飲许可证到期須換證時會被要求適用新的法規，若不通過標準可能無法續证。
2019冠狀病毒病疫情期間，本來已經受中美貿易戰影響的中國大陸失業情況進一步惡化。第十三届全国人大三次会议闭幕后的总理记者会上，國務院總理李克强在回答就业问题时稱讚流动摊贩政策可以帶動就業。兩會結束後，不少省市开始放松对流动摊贩的管理，支持地摊经济重新回归城市。2020年6月1日至2日，李克强在山东烟台市芝罘区考察時再度表揚地摊经济，稱“地摊经济”、小店经济是就业岗位的重要来源。
2023年9月1日起，深圳不再全面禁止路边摊。

### 中華民國(臺灣)
依國稅局說明，加值型及非加值型營業稅法第8條第18款及第29條規定，屬肩挑負販沿街叫賣者銷售之貨物或勞務，得免徵營業稅並免辦營業登記。然利用騎樓、路邊擺設攤位或以機動車輛載運商品定時、定點營業，係屬有固定營業場所之營業人，依規定應辦理營業登記。